# 特命!刑事どん亀
『特命!刑事どん亀』（とくめい!けいじどんがめ）は、2006年4月10日から7月17日までTBS系「ナショナル劇場」（後にパナソニック ドラマシアター→現在の月曜ミステリーシアター）枠で放送された日本の刑事ドラマ。主演は西田敏行。
「ナショナル劇場」の50周年記念企画作品。15回連続（一話完結）で放送された。

## 概要
亀田呑（演：西田敏行）が率いる極秘捜査課が法で裁けぬ悪を成敗するドラマ。亀田ら極秘捜査課の刑事たちが犯人を追いつめるために様々な変装をするのも、このドラマの見どころのひとつ。
ドラマは“現代版・水戸黄門”とも言われる内容で、“正義を愛し、悪を憎む（いわゆる勧善懲悪もの）”痛快アクションドラマである。なお、西田は『翔んでる!平賀源内』以来17年ぶりのナショナル劇場枠のドラマへの主演である。

## あらすじ
亀田呑（通称・どん亀）は東京の下町にある喫茶店「パンジー」のマスター。しかし、喫茶店のマスターという職業は仮の姿で、本業は「警視庁極秘捜査課」の課長である。「極秘捜査課」は、日々多発する凶悪犯罪に対応するために、警視総監の発案で作られた特別組織で、いかなる捜査方法も許される。「極秘捜査課」は世間にその存在を明かされていない“影の組織”である。「パンジー」の常連客も、実は極秘捜査課の捜査員たち。極秘捜査課の捜査員は、他の警察官とは違い、“赤い警察手帳”と“金の手錠”を身に付けている。ただし極秘捜査課は逮捕権を持たないため、犯人の引き取りは一般の警察に任せている。ちなみに「パンジー」のトイレの入口の奥が極秘捜査課の本部になっている。

## 登場人物

### 警視庁

#### 極秘捜査課
亀田 呑（かめだ どん）
演 - 西田敏行
階級：警視（前職：警視庁新宿東署刑事課警部）
極秘捜査課の課長であり、表向きは喫茶店・パンジーの店長。年齢は56歳。武器は警棒。愛称は「呑さん」、「どん亀」。
みどりの長唄の弟子で、みどりを「師匠」と呼ぶ。みどりが好きで、いつも宮内とよりどちらがみどりを愛しているか言い争っている。
「おふくろさん元気か？」と犯人に問いかけるのが決め台詞。犯人の犠牲となった被害者や遺族の為に涙を流す人情派。
柊 順平（ひいらぎ じゅんぺい）
演 - 沢村一樹
階級：警部補（前職：警視庁捜査一課刑事）
無類の女好きの自称プレイボーイ。端整な容姿を活かして素性を偽り女性の捜査対象者に近づく任務を主としている。腕力もあり、キックを多用した格闘術で竜介と共に逮捕劇に一役買っている。
潜入捜査でコンビを組む事が多い真理の事をよくからかっているが大切に思っている節もあり、彼女の方も気づいたのか良い雰囲気を仄めかす場面も僅かながらあったが進展することは無かった。
速水 真理（はやみ まり）
演 - 黒谷友香
階級：巡査部長（前職：警視庁浅草北署刑事課刑事）
所轄署の刑事であったが、気の強い性格から単独行動が多く、刑事を辞めざるをえなくなった。刑事を辞めた後、極秘捜査課へスカウトされる。表向きは呑が店長をしている喫茶店・パンジーの店員を装う。
秘書やホステスなどの変装や犯罪被害者（主に女性）からの情報の収集など他のメンバーには難しい役割を担う。格闘もこなし、対峙したボディガードの男性を制圧逮捕するほど強い。
八重樫 竜介（やえがし りゅうすけ）
演 - 的場浩司
階級：警部補（前職：警視庁警備部第六機動隊、特殊急襲部隊(SAT)小隊長）
極秘捜査課で最も強面の武闘派。頭脳派の小太郎とはいつも口論になる。武器は携帯している木製の棒を使った棒術。
素手でも相当強く、屈強なテロリスト四人を一人で圧倒するほどの腕前。銃器の扱いも出来、スナイパーとして潜入捜査をしたこともある。
幽霊などの心霊現象が苦手。変装は怪しい関西弁のヤクザ、アフロヘアーの私立探偵とかなり癖が強い。
秋山 琢磨（あきやま たくま）
演 - 猪野学
見習い。呑に捕まり改心した元義賊。ピッキングや盗聴器、小型カメラ設置などを担当。
護衛役の竜介と行動を共にする事が多く、軽口やポカをしては頭をはたかれる。
肉弾戦を行う機会は少ないが抜け目のない性格で、逃亡しようとした犯人を素早く取り押さえたりとここぞという時は決める男。
チョビ髭の助手の変装をした時はさりげなく某コントグループのメンバーのモノマネを披露していた。
田所 小太郎（たどころ こたろう）
演 - 渡辺いっけい
階級：警部（前職：警察庁情報通信局技官）
メカニック担当。彼の発明は事件解決にかなり役立っており、その現実ばなれした高性能ぶりはチームの危機を救うことも混乱を招くこともある。
竜介を肉体労働担当と馬鹿にするが、彼自身は竜介に「アキバオヤジ」呼ばわりされている。
極秘捜査課本部のデスクやラックの上には、彼の私物のフィギュアが置かれている。
潜入捜査で変装する時以外はチェック柄のネルシャツにスラックス姿を崩さない。
藤島 みどり（ふじしま みどり）
演 - 余貴美子
現役の監察医。マドンナ的存在で、教室を持つ長唄の師匠。生徒は呑と宮内のほかに、数人の中年女性らがいる。
監察医の仕事のせいか、極秘捜査課の捜査で大きく活躍することは少ない。
宇宙旅行に興味があり、呑と宮内どちらが連れて行ってくれるのかとけしかけるなど二人との関係を楽しんでいる風がある。
変装は資産家の愛人、薄幸な妻、悪魔の化身など幅広く熱演ぶりが群を抜いている。
宮内 徳次郎（みやうち とくじろう）
演 - 柄本明
階級：警視正（前職：警視庁警察学校長）
顧問。いつも着物を着てふらっとパンジーを訪れる傍目からはとぼけたご隠居風の人物だが、極秘捜査課への捜査対象者の経歴の説明や捜査内容の指示を行う重要な役割を担っている。
捜査に赴くことは基本的に無いが、指令5で綾瀬幹雄を欺くために変装させられて半ば強制的に駆り出された事がある。

#### 捜査一課
更科 秀武（さらしな ひでたけ）
演 - 金田明夫
階級：警部補
警視庁捜査一課・刑事。「パンジー」が極秘捜査課の擬装である事を知らずに部下の今岡と共に常連客として入り浸る。
真理がお気に入り。極秘捜査課が拘束し放置した犯人を引き取ることが多く、お陰で最近手柄が増えてきた刑事。
今岡 由紀夫（いまおか ゆきお）
演 - 高杉瑞穂
階級：巡査部長
警視庁捜査一課・刑事。上司の更科とバディを組む。
極秘捜査課の潜入捜査によく遭遇し、パンジーの常連客と疑うも彼が疑う場合は更科がそれを否定し、更科が（主に変装した真理に）気がつく場合は彼が否定して正体がバレる事は無いという言わばお約束となっている。
野崎 伊佐夫（のざき いさお）
演 - 野元学二
階級：警視
警視庁捜査一課・課長。

#### 警視総監
大石 隼斗（おおいし はやと）
演 - 里見浩太朗（特別出演、第1回のみ出演）
極秘捜査課を創設した人物。
彼からの電話が呑の携帯電話に掛かって来た時の着信音は個別設定されており、水戸黄門のテーマだった。

### その他
三枝 亜利沙（さえぐさ ありさ）
演 - 阪田瑞穂
喫茶店・パンジー店員。パンジー関係者唯一の一般市民。予知能力がある。明るい性格でパンジーの客で居合わせた更科や今岡と一緒にカラオケを熱唱することも。
指令13でデイモス・黒木に霊感の強さを見いだされ利用されそうになるが、それを察知していた呑たちに救出され捜査にも協力した形となった。

### ゲスト
指令1「極秘捜査課見参!」
- 一之瀬康晴 - 石田太郎
- 一条茜 - 西山繭子
- 立花守 - 篠井英介
- 鶴見賢太郎 - 大和田伸也
- 一条碧 - 早瀬英里奈
- 一条藍 - 浅香友紀
- 村田則男、児玉謙次、世古陽丸、西中節也、駒田一、柴崎蛾王、柿辰丸

指令2「大使館潜入大作戦」
- バンキッド駐日大使 - チャック・ウィルソン
- 千春・ライネン - 今村恵子
- ガネフ駐日公使 - ニコラス・ペタス

指令3「ニセ札女王の野望」
- ジェーン・伊藤 - 木の実ナナ
- 倉崎雄次 - 大沢樹生
- 大久保富枝 - 大森暁美

指令4「顔を盗まれた男」
- 桃山福男 - せんだみつお
- 植田都子 - 山下容莉枝
- 佐宗甲斐次 - 羽場裕一
- 高川裕也、植村喜八郎、井上克一、永幡洋
- （特殊メイク - メイクアップディメンションズ）

指令5「死を誘う詐欺師」
- 綾瀬幹雄 - 冨家規政
- 久井俊彦 - 草野康太
- 友田奈々子 - 今村雅美
- 海老沢社長 - 大林丈史
- 友田辰夫 - 岡元八郎
- 友田文子 - 泉晶子
- 松里ともか

指令6「ニセ極秘捜査課」
- 赤岡泰司 - 内田勝正
- 赤岡誠一郎 - 小田井涼平
- 白井咲菜 - 宮田早苗
- 茶谷広志 - 柳ユーレイ
- 佐倉恵美 - 蒲生麻由
- 潤さん - 二瓶鮫一
- 黒田豪 - 関貴昭
- 青木勇太 - 吉浦陽二
- うえだ峻、田村泰二郎、田口主将、掛田誠、松原征二

指令7「姿なき爆弾魔」
- 小山直行 - 長谷川初範
- 菊池美奈子 - 宮本真希
- 平戸大輔 - 斎藤歩
- 剣崎 - 水谷あつし

指令8「殺人ロボット」
- 柴田佐知恵 - 秋本奈緒美
- 有働健介 - 野口雅弘
- 権堂克則 - 鶴田忍
- 谷川啓一 - 小沢日出晴
- 鹿内美沙 - 井上美琴
- 松永玲子、野々村のん

指令9「疑惑のストーカー」
- 神崎英子 - あいはら友子
- 塚口渉 - 中丸新将
- 桜木修司 - 四方堂亘
- 水原亜美 - いとうあいこ
- 榎本純一 - 萬雅之
- 金井茂、マンモス銀次、高橋和勧

指令10「貴方の命買います」
- 佐竹羊子 - 渡辺典子
- 唐澤宗典 - 上杉祥三
- 鬼頭銀次郎 - 橋本じゅん

指令11「霊感コンサート」
- 豊橋五郎 - 坂上二郎
- ロドニー - アドゴニー
- 谷津功天 - 清水綋治
- 大石雄介 - 小川隆市
- ナツキ - 柳沢なな
- 北川一郎 - 牧村泉三郎
- 湯江健幸、井上夏葉、田付貴彦

指令12「闇のクローン人間」
- ゴッド野口 - 寺田農
- 毛利亘 - 若松武史
- 吉満涼太、問田憲輔

指令13「霊感占い師の陰謀」
- デイモス・黒木 - 麿赤児
- 中丸龍三 - 長谷川哲夫
- 柿沼 - 藤木孝
- 清水 - 小倉一郎
- 海藤 - 松田優
- 阿部裕見子、松本美奈子

指令14「命懸けの人質救出」
- 前島進 - 黒部進
- 裏木栄一 - 橋本さとし
- 雨宮天外 - 山田明郷
- 前島千尋 - 持田育恵
- 篠崎英悟 - 岩戸大星
- 警視副総監 - 藤田宗久
- 田丸蝶二 - 天蝶二
- 飯塚周也 - 佳本周也
- 龍・オザキ - 平田康之
- 田鍋謙一郎、高尾一生

最終指令「哀しき暗殺者」
- 三村杏子 - とよた真帆
- 神岡新一 - 若林豪
- 筧時枝 - 清水あすか
- 後藤秀則 - 森下哲夫
- 三村修 - 川村悠椰
- 有沢庄之助 - 千本松喜兵衛
- 小谷喜朗 - 奈良坂篤
- 大川烈 - 野口寛
- 中根徹、小川信行、緒方智美

## スタッフ
- プロデューサー - 森下和清、浅野敦也
- 脚本 - 深沢正樹、土屋保文、田子明弘、伊藤崇、大野敏哉、橋本以蔵、福田卓郎、サタケミキオ、小木曽豊斗、平林幸恵、安本莞二
- 音楽 - 本多俊之
- 演出 - 藤尾隆、池澤辰也、村田忍、川田理
- 主題歌 - ナナムジカ「僕達の舞台」（ワーナーミュージック・ジャパン）
- VFX制作 - ダイナモピクチャーズ
- 技斗 - 森岡隆見、宇仁貫三
- カースタント - 高橋レーシング
- 技術協力 - フォーチュン
- 美術協力 - アックス
- スタジオ - 緑山スタジオ・シティ
- 編集・MA - スタジオブル
- 車輌 - フェネック
- 劇用車 - LAカンパニー
- 制作 - テレパック・TBS

## 放送日程
- 第1話は2時間スペシャル（18:55 - 20:54）。

| 各話                                                           | 放送日        | サブタイトル     | 脚本         | 演出     | 視聴率 |
| -------------------------------------------------------------- | ------------- | ---------------- | ------------ | -------- | ------ |
| 指令1                                                          | 2006年4月10日 | 極秘捜査課見参!  | 深沢正樹     | 藤尾隆   | 12.3%  |
| 指令2                                                          | 2006年4月17日 | 大使館潜入大作戦 | 深沢正樹     | 池澤辰也 | 12.1%  |
| 指令3                                                          | 2006年4月24日 | ニセ札女王の野望 | 福田卓郎     | 村田忍   | 11.0%  |
| 指令4                                                          | 2006年5月01日 | 顔を盗まれた男   | 橋本以蔵     | 村田忍   | 10.0%  |
| 指令5                                                          | 2006年5月08日 | 死を誘う詐欺師   | 田子明弘     | 川田理   | 13.9%  |
| 指令6                                                          | 2006年5月15日 | ニセ極秘捜査課   | サタケミキオ | 藤尾隆   | 11.2%  |
| 指令7                                                          | 2006年5月22日 | 姿なき爆弾魔     | 伊藤崇       | 藤尾隆   | 11.5%  |
| 指令8                                                          | 2006年5月29日 | 殺人ロボット     | 土屋保文     | 川田理   | 10.0%  |
| 指令9                                                          | 2006年6月05日 | 疑惑のストーカー | 大野敏哉     | 藤尾隆   | 10.6%  |
| 指令10                                                         | 2006年6月12日 | 貴方の命買います | 土屋保文     | 池澤辰也 | 16.1%  |
| 指令11                                                         | 2006年6月19日 | 霊感コンサート   | 橋本以蔵     | 川田理   | 14.7%  |
| 指令12                                                         | 2006年6月26日 | 闇のクローン人間 | 田子明弘     | 川田理   | 11.5%  |
| 指令13                                                         | 2006年7月03日 | 霊感占い師の陰謀 | 小木曽豊斗   | 川田理   | 10.5%  |
| 指令14                                                         | 2006年7月10日 | 命懸けの人質救出 | 平林幸恵     | 村田忍   | 13.4%  |
| 最終指令                                                       | 2006年7月17日 | 哀しき暗殺者     | 安本莞二     | 村田忍   | 13.4%  |
| 平均視聴率 12.1%（視聴率はビデオリサーチ調べ、関東地区・世帯） |               |                  |              |          |        |